# Hilltown
Hilltown är en ort i Storbritannien.   Den ligger i riksdelen Nordirland, i den västra delen av landet, 500 km nordväst om huvudstaden London. Hilltown ligger 111 meter över havet och antalet invånare är 899.
Terrängen runt Hilltown är platt åt nordväst, men åt sydost är den kuperad. Runt Hilltown är det ganska glesbefolkat, med 31 invånare per kvadratkilometer. Närmaste större samhälle är Newry, 13,5 km väster om Hilltown. Trakten runt Hilltown består i huvudsak av gräsmarker.